# 尤索夫晋
敦尤索夫晋（1936年5月5日—），马来西亚退休律师、第二任马来西亚联邦首席大法官（1994年至2000年）。他在法律领域服务了近41年。
1997年6月7日，尤索夫晋获得由国家元首端姑查化颁发的“敦“勋衔，这是马来西亚最高的勋衔。